# Saison 2010-2011 de la Jeunesse sportive de Kabylie
Maillots
Chronologie
Saison précédente Saison suivante
Cet article traite de la saison 2010-2011 de la Jeunesse sportive de Kabylie en Championnat d'Algérie. Les matchs se déroulent essentiellement en Nedjma D1, mais aussi en Coupe d'Algérie de football et Coupe de la confédération 2011.

## Bref rappel de la saison précédente (2009-2010)
La JS Kabylie, au début de la saison 2009-2010, se présenta en tant que vice-championne de la saison passée derrière l'ES Sétif, champion en titre. Elle disputa donc le Championnat d'Algérie, un championnat à dix-huit clubs qui débuta le 9 août 2009 et se termina le 14 mai 2010. La JSK finira à la troisième place du championnat au terme de l'exercice. Il s'agit de la sixième fois de son histoire qu'elle atteint cette place au classement, et c'est son vingt-neuvième podium toutes saisons confondues en première division.
Cette saison fut extrêmement compliquée. L'équipe sortit usée d'une saison précédente au nombre important de matchs et de compétitions disputées. La JSK mettra donc un certain temps à suivre la cadence imposée par l'ES Sétif (dauphin de cette saison-là) et du MC Alger (champion en titre au terme de l'exercice). Malgré tout, cette troisième place est synonyme de qualification à une coupe d'Afrique. Elle lui permettra de disputer pour la prochaine saison la Coupe de la confédération, une compétition qu'elle n'a plus disputée depuis l'édition 2008. La JSK fut alors reversée de la Ligue des champions.
Le club disputa également la Coupe d'Algérie, qui se solda par une défaite à l'extérieur aux tirs au but après un match nul (0-0) au stade des demi-finales de la compétition face au CA Batna. Il s'agissait de la neuvième fois de son histoire où la JS Kabylie s'arrêta à ce stade de la compétition. C'est également sa dix-septième demi-finale toute éditions confondues.
Sur le plan international, la JSK, habituée des joutes africaines disputa sa sixième participation consécutive à la Ligue des champions. Cela constitue un véritable record sur le plan national. Cette édition fut particulière; parce que le club disputa pour la première fois les demi-finales de la compétition dans le système "ligue des champions" après être sorti leader d'un groupe comprenant deux équipes égyptiennes. Ceci est une véritable performance en raison du contexte particulier existant entre l'Algérie et l'Égypte. Ces rencontres interviennent bien après des matchs de qualifications pour la Coupe du monde de football. Pour rappel, la sélection algérienne avait réussi à obtenir sa qualification au mondial sud-africain en battant son homologue égyptienne lors d'un match d'appui. La précédente rencontre disputée sur le sol égyptien fut marquée par le caillassage du bus algérien suivi d'une défaite. Malgré ce contexte extra-sportif difficile, la JS Kabylie parvint à l'emporter sur ces clubs et réalisa du coup l'un de ses plus beaux parcours en compétitions africaines. Néanmoins, elle fut stoppée par le tenant du titre le TP Mazembe qui réussit à conserver son bien.
Le bilan est très flatteur pour l'équipe qui réalisa une excellente saison en terminant troisième du championnat, et s'arrêtant en demi-finale de la Coupe d'Algérie et de la Ligue des Champions, malgré une année vierge de titre dont le dernier remonte au titre de Champion d'Algérie acquis lors la saison 2007-2008.

## Matchs amicaux
Stage au Maroc
Stage en France
 Autres matchs amicaux 
Trêve Hivernale

## Marché des transferts

### Mercato d'été
| Type    | Poste             | Nom                | Âge | Nat.                 | Transfert                 | Durée   | Indemnité | Date          | Provenance/Destination       |
| ------- | ----------------- | ------------------ | --- | -------------------- | ------------------------- | ------- | --------- | ------------- | ---------------------------- |
| Arrivée | Gardien de but    | Malik Asselah      | 24  | Drapeau de l'Algérie | Fin de contrat            | 1 an    | Aucune    | Mercato d'été | NA Hussein Dey (D1)          |
| Arrivée | Milieu offensif   | Hocine El Orfi     | 23  | Drapeau de l'Algérie | Prêt avec option d'achat  | 1 an    | 40 000 €  | Mercato d'été | Paradou AC (D2)              |
| Arrivée | Milieu de terrain | Nabil Yalaoui      | 23  | Drapeau de l'Algérie | Fin de contrat            | 1 an    | Aucune    | Mercato d'été | WA Tlemcen (L1)              |
| Arrivée | Milieu de terrain | Saâd Tedjar        | 24  | Drapeau de l'Algérie | Levée de l'option d'achat | 2 ans   | 50 000 €  | Mercato d'été | Paradou AC (D2)              |
| Arrivée | Latéral droit     | Amine Amiri        | 20  | Drapeau de l'Algérie | Fin de contrat            | 3 ans   | Aucune    | Mercato d'été | SO Cassis Carnoux (National) |
| Arrivée | Milieu de terrain | Djaïd Kasri        | 23  | Drapeau de l'Algérie | Libre                     | 1 an    | Aucune    | Mercato d'été | Sans club                    |
| Arrivée | Défenseur         | Ali Rial           | 30  | Drapeau de l'Algérie | Fin de contrat            | 1 an    | Aucune    | Mercato d'été | USM Alger (L1)               |
| Arrivée | Milieu de terrain | Billel Naïli       | 24  | Drapeau de l'Algérie | Fin de contrat            | 1 an    | Aucune    | Mercato d'été | USM El Harrach (L1)          |
| Arrivée | Latéral droit     | Belkacem Remache   | 24  | Drapeau de l'Algérie | Fin de contrat            | 1 an    | Aucune    | Mercato d'été | USM Annaba (L1)              |
| Arrivée | Attaquant         | Sofiane Younes     | 24  | Drapeau de l'Algérie | Fin de contrat            | 1 an    | Aucune    | Mercato d'été | CR Belouizdad (L1)           |
| Départ  | Gardien de but    | Samir Hadjaoui     | 31  | Drapeau de l'Algérie | Fin de contrat            |         | Aucune    | Mercato d'été | WA Tlemcen (L1)              |
| Départ  | Latéral droit     | Mohamed Meftah     | 24  | Drapeau de l'Algérie | Fin de contrat            | 2 ans   | Aucune    | Mercato d'été | JSM Béjaïa (L1)              |
| Départ  | Milieu de terrain | Tayeb Maroci       | 25  | Drapeau de l'Algérie | Fin de contrat            | ? an(s) | Aucune    | Mercato d'été | JSM Béjaïa (L1)              |
| Départ  | Attaquant         | Yacine Akkouche    | 26  | Drapeau de l'Algérie | Fin de contrat            |         | Aucune    | Mercato d'été | MC Saïda                     |
| Départ  | Attaquant         | Mohamed Seguer     | 26  | Drapeau de l'Algérie | Libéré                    |         | Aucune    | Mercato d'été | ASO Chlef                    |
| Départ  | Latéral droit     | Amine Amiri        | 20  | Drapeau de l'Algérie | Libéré                    |         | Aucune    | Mercato d'été | Libre                        |
| Départ  | Milieu de terrain | Djaïd Kasri        | 23  | Drapeau de l'Algérie | Libéré                    |         | Aucune    | Mercato d'été | Libre                        |
| Départ  | Milieu de terrain | Idriss Ech Chergui | 24  | Drapeau de l'Algérie | Renvoyé                   |         |           | Mercato d'été | Libre                        |
| Type    | Poste             | Nom                | Âge | Nat.                 | Transfert                 | Durée   | Indemnité | Date          | Provenance/Destination       |

Âge = âge au moment du transfert; Nat. = nationalité; Date = date ou période du transfert ( = mercato d'été;  = mercato d'hiver)
ArrivéeDépart

### Mercato d'hiver
| Type    | Poste             | Nom                  | Âge | Nat.                  | Transfert            | Durée   | Indemnité     | Date            | Provenance/Destination      |
| ------- | ----------------- | -------------------- | --- | --------------------- | -------------------- | ------- | ------------- | --------------- | --------------------------- |
| Départ  | Défenseur         | Idrissa Coulibaly    | 23  | Drapeau du Mali       | Transfert définitif  | 2 ans   | 1,2 million € | Mercato d'hiver | Al Ahly Tripoli (D1)        |
| Départ  | Attaquant         | Mohamed Amine Aoudia | 23  | Drapeau de l'Algérie  | Transfert définitif  | 2,5 ans | 150 000 €     | Mercato d'hiver | Zamalek SC (Premier League) |
| Départ  | Attaquant         | Izu Azuka            | 21  | Drapeau du Nigeria    | Fin de contrat       | 2 ans   | Aucune        | Mercato d'hiver | Al Ittihad Tripoli (D1)     |
| Arrivée | Défenseur         | Sofiane Khelili      | 21  | Drapeau de l'Algérie  | Transfert définitif  | 3 ans   | 60 000 €      | Mercato d'hiver | NA Hussein Dey (L2)         |
| Arrivée | Attaquant         | Hervé Din Din        | 21  | Drapeau du Cameroun   | Transfert définitif  | 1 an    | Aucune        | Mercato d'hiver | Libre                       |
| Départ  | Attaquant         | Hervé Din Din        | 21  | Drapeau du Cameroun   | Renvoyé              |         | Aucune        | Mercato d'hiver | Libre                       |
| Arrivée | Défenseur         | Choukri Ouaïl        | 21  | Drapeau de l'Algérie  | Transfert définitif  | 2 ans   | 10 000 €      | Mercato d'hiver | JSM Cheraga (D4)            |
| Arrivée | Milieu de terrain | Ibrahim Amada        | 20  | Drapeau de Madagascar | Transfert définitif  | 1 an    | Aucune        | Mercato d'hiver | Académie Ny Antsika (D1)    |
| Arrivée | Défenseur         | Chaâbane Meftah      | 21  | Drapeau de l'Algérie  | Promotion en séniors | 1 an    | Aucune        | Mercato d'hiver | Formé au club               |
| Type    | Poste             | Nom                  | Âge | Nat.                  | Transfert            | Durée   | Indemnité     | Date            | Provenance/Destination      |

Âge = âge au moment du transfert; Nat. = nationalité; Date = date ou période du transfert ( = mercato d'été;  = mercato d'hiver)
ArrivéeDépart

### Mercato d'été 2011
| Type    | Poste             | Nom                  | Âge | Nat.                        | Transfert           | Durée   | Indemnité | Date          | Provenance/Destination |
| ------- | ----------------- | -------------------- | --- | --------------------------- | ------------------- | ------- | --------- | ------------- | ---------------------- |
| Arrivée | Attaquant         | Salim Hanifi         | 23  | Drapeau de l'Algérie        | Transfert définitif | 2 ans   | Aucune    | Mercato d'été | RC Kouba (L2)          |
| Arrivée | Milieu de terrain | Hamza Ziad           | 23  | Drapeau de l'Algérie        | Transfert définitif | 2 ans   | Aucune    | Mercato d'été | MSP Batna (L2)*        |
| Arrivée | Attaquant         | Hamza Boulemdaïs     | 29  | Drapeau de l'Algérie        | Transfert définitif | 2 ans   | Aucune    | Mercato d'été | MC El Eulma (L1)       |
| Arrivée | Défenseur         | Okba Hezil           | 23  | Drapeau de l'Algérie        | Transfert définitif | 3 ans   | ~20 000 € | Mercato d'été | MSP Batna (L2)         |
| Arrivée | Milieu de terrain | Madani Camara        | 24  | Drapeau de la Côte d'Ivoire | Transfert définitif | 3 ans   | Aucune    | Mercato d'été | MC El Eulma (L1)       |
| Arrivée | Attaquant         | Mohamed Maâyouf      | 24  | Drapeau de l'Algérie        | Transfert définitif | 2 ans   | Aucune    | Mercato d'été | WA Boufarik (DNA)      |
| Arrivée | Défenseur         | Nordine Assami       | 24  | Drapeau de l'Algérie        | Transfert définitif | 2 ans   | Aucune    | Mercato d'été | FC Gap (CFA)           |
| Arrivée | Milieu de terrain | Hocine Metref        | 27  | Drapeau de l'Algérie        | Transfert définitif | 1 an    | Aucune    | Mercato d'été | ES Sétif (L1)          |
| Départ  | Attaquant         | Farès Hemitti        | 24  | Drapeau de l'Algérie        | Fin de contrat      | 2,5 ans | Aucune    | Mercato d'été | USM Alger (L1)         |
| Départ  | Attaquant         | Sid Ali Yahia Cherif | 26  | Drapeau de l'Algérie        | Transfert définitif | 3 ans   | Aucune    | Mercato d'été | FC Istres (L2)         |
| Arrivée | Attaquant         | Nabil Hemani         | 32  | Drapeau de l'Algérie        | Transfert définitif | 1 an    | Aucune    | Mercato d'été | ES Sétif (L1)          |
| Départ  | Défenseur         | Koceila Berchiche    | 25  | Drapeau de l'Algérie        | Libéré              | [ 41 ]  | Aucune    | Mercato d'été | Libre                  |
| Départ  | Milieu de terrain | Lamara Douicher      | 31  | Drapeau de l'Algérie        | Libéré              | [ 41 ]  | Aucune    | Mercato d'été | Libre                  |
| Départ  | Gardien de but    | Mourad Berrefane     | 25  | Drapeau de l'Algérie        | Transfert Définitif | [ 42 ]  | Aucune    | Mercato d'été | MC El Eulma (L2)       |
| Départ  | Milieu de terrain | Billel Naïli         | 25  | Drapeau de l'Algérie        | Fin de contrat      | ? ans   | Aucune    | Mercato d'été | CR Belouizdad (L1)     |
| Arrivée | Milieu de terrain | Kaci Sedkaoui        | 25  | Drapeau de l'Algérie        | Transfert définitif | 1 an    | Aucune    | Mercato d'été | NA Hussein Dey (L2)    |
| Type    | Poste             | Nom                  | Âge | Nat.                        | Transfert           | Durée   | Indemnité | Date          | Provenance/Destination |

Âge = âge au moment du transfert; Nat. = nationalité; Date = date ou période du transfert ( = mercato d'été;  = mercato d'hiver)
ArrivéeDépart

## Championnat d'Algérie

### Classement final
| Rang | Équipe                | Pts | J  | G  | N  | P  | Bp | Bc | Diff |
| ---- | --------------------- | --- | -- | -- | -- | -- | -- | -- | ---- |
| 1    | ASO Chlef             | 63  | 30 | 19 | 6  | 5  | 51 | 20 | +31  |
| 2    | JSM Béjaïa            | 50  | 30 | 14 | 8  | 8  | 47 | 32 | +15  |
| 3    | ES Sétif              | 47  | 30 | 12 | 11 | 7  | 43 | 31 | +12  |
| 4    | USM El Harrach        | 46  | 30 | 12 | 10 | 8  | 36 | 31 | +5   |
| 5    | CR Belouizdad         | 45  | 30 | 12 | 9  | 9  | 33 | 26 | +7   |
| 6    | MC Saïda              | 42  | 30 | 11 | 9  | 10 | 33 | 35 | -2   |
| 7    | MC Oran               | 41  | 30 | 11 | 8  | 11 | 26 | 27 | -1   |
| 8    | AS Khroub             | 39  | 30 | 10 | 9  | 11 | 30 | 36 | -6   |
| 9    | USM Alger             | 38  | 30 | 9  | 11 | 10 | 32 | 28 | +4   |
| 10   | MC Alger (T)          | 37  | 30 | 8  | 13 | 9  | 30 | 28 | +2   |
| 11   | JS Kabylie (CdA)      | 37  | 30 | 10 | 7  | 13 | 26 | 37 | -11  |
| 12   | WA Tlemcen            | 37  | 30 | 10 | 7  | 13 | 35 | 36 | -1   |
| 13   | MC El Eulma           | 36  | 30 | 9  | 9  | 12 | 32 | 40 | -8   |
| 14   | USM Annaba            | 36  | 30 | 10 | 6  | 14 | 23 | 34 | -11  |
| 15   | CA Bordj Bou Arreridj | 29  | 30 | 8  | 5  | 17 | 21 | 46 | -25  |
| 16   | USM Blida             | 29  | 30 | 7  | 8  | 15 | 16 | 30 | -14  |

### Résultats complets
Parcours en championnat lors de la phase aller :
Classement mi-saison :
Parcours en championnat lors de la phase retour :
 Statistiques des joueurs : 
 Bilan de la saison en Championnat : 

## Coupe d'Algérie
Parcours en Coupe d'Algérie : 
Finale de la Coupe d'Algérie
Lieu : Stade du 5 juillet 1962, (70 000 spectateurs), Alger, Algérie.
Date : 1er mai 2011
Heure : 16 h 0 UTC+1
Score : USM El Harrach 0 - 1 JS Kabylie
Effectif de l'USM El Harrach : Doukha, Djeghbala, Demmou, Griche ( 46e) Benabderahmane ( 46e ), Legraâ, Gherbi, Hendou, Boualem, Yachir, Ledraâ ( 46e) Touahri ( 46e), Boumechra.
Avertissements USM El Harrach : Djeghbala  22e
Entraîneur de l'USM El Harrach :  Boualem Charef.
Effectif de la JS Kabylie : Asselah, Remache, Khelili, Rial, Nessakh ( 64e) Oussalah ( 64e ), Saïdi, El Orfi, Tedjar ( 78e) Lemhane ( 78e ), Younès, Hemitti, Yahia Chérif ( 85e) Douicher ( 85e ).
Buts de la JS Kabylie :  Hemitti   12e
Avertissements JS Kabylie :  Nessakh  21e,  Khelili  28e,  Yahia-Cherif  70e.
Entraîneurs de la JS Kabylie :  Rachid Belhout.
Arbitre :   M. Charef Abid.
Assistants :  M. Etchiali,  M. Bitam,  M. Bousster.
Rapport de la finale : Rapport

## Coupe de la confédération 2011
Parcours en Coupe de la Confédération :
La JSK est engagée cette saison en Coupe de la confédération. Il s'agit de sa 2e participation à la compétition sous le format "Coupe de la Confédération", et la première en tant que non reversée de la Ligue des Champions. C'est également sa 6e participation à cette compétition tous formats confondus (Coupe de la CAF et Coupe de la Confédération). Cette campagne africaine sera sa vingt-troisième toutes compétitions africaines confondues, ce qui constitue un record pour le football algérien.

## Sources

### Sur le club
- (fr) Site officiel de la JS Kabylie

### Presses et médias sportifs
- (fr) Site sur le football algérien: DZFOOT
- (fr) Site du quotidien sportif Competition
- (ar) Site du quotidien sportif Elheddaf
- (fr) Site du quotidien sportif Lebuteur
- (fr) Site du quotidien sportif Maracana

### Instances du football
- (fr) Site de la Fédération Algérienne de Football
- (fr) Site de la Ligue National de Football Professionnel
- (fr) Site de la Confédération Africaine de Football

## Voir également
- Jeunesse sportive de Kabylie